# هزینه انطباق
هزینه انطباق (انگلیسی: Compliance cost) به هزینه‌هایی اشاره دارد که یک کسب و کار یا سازمان برای رعایت قوانین، مقررات، استانداردها و سایر الزامات قانونی دولتی یا قراردادی متحمل می‌شود. این هزینه‌ها می‌تواند شامل هزینه‌های مربوط به استخدام و آموزش کارکنان، تهیه و نگهداری سوابق، انجام ممیزی‌ها، پیاده‌سازی سیستم‌های مدیریت ریسک، پرداخت جریمه‌ها و هزینه‌های حقوقی باشد. هزینه‌های انطباق ممکن است بسته به صنعت، اندازه و پیچیدگی کسب و کار متفاوت باشد، اما به‌طور کلی بخش قابل توجهی از هزینه‌های عملیاتی یک سازمان را تشکیل می‌دهد.